# Muzej lepih umetnosti, Strasbourg
Muzej lepih umetnosti (Musée des Beaux-Arts de Strasbourg) v Strasbourgu hrani zbirko slik starih mojstrov, zbirko mesta Strasbourg, ki je v Alzaciji v Franciji. Muzej je v prvem in drugem nadstropju baročne Rohanove palače od leta 1898. V muzejski zbirki so negornjerenski umetniki od 14. stoletja do leta 1871 in gornjerenski umetniki od 1681 do 1871.  Muzej ima v lasti okoli 865 del (stanje leta 2009), od tega je 250 stalno razstavljenih. Stari mojstri z gornjerenskega območja do leta 1681 so na ogled v sosednjem muzeju Oeuvre Notre-Dame.
Muzej lepih umetnosti v Strasbourgu ima tudi majhno, a dragoceno zbirko kipov (predvsem doprsnih) iz Italije in Francije.

## Zgodovina
Prva občinska umetniška zbirka mesta Strasbourg je bila posledica francoske revolucije in razlastitve cerkve in samostanov. V letih se je zbirka, ki je bila ustanovljena leta 1801, povečala z zasebnimi donacijami ter državnimi posojili inventarja iz Louvra. 24. avgusta 1870 je bil muzej v Aubette na trgu Kléber požgan zaradi topniškega obstreljevanja pruske vojske in popolnoma uničen. Po koncu francosko-pruske vojne so se odločili, da se ponovno ustanovi muzej, za kar je bil leta 1889 pooblaščen cesarski umetnostni zgodovinar Wilhelm von Bode. Leta 1890 je bil muzej odprt in ponovno dobil veliko del, delno z nakupi in darili. Leta 1931 je bila pod vodstvom Hansa Hauga (1890–1965) zbirka srednjeveške umetnosti in gornjerenskega slikarstva (Konrad Witz, Hans Baldung, Sebastian Stoskopff) prenesena v novoustanovljen muzej Oeuvre Notre-Dame. Zbirka sodobne umetnosti je bila v Muzeju sodobne umetnosti v Strasbourgu. Med nemško zasedbo je bil od leta 1940 do leta 1944  Haugov nadrejeni Kurt Martin. 
13. avgusta 1947 je požar uničil del ponovno ustanovljene zbirke, tudi dela Francesca Guardija, Thomasa de Keyserja,  Antonia del Pollaiola in Lucasa Cranacha starejšega. Z denarjem zavarovanja so kupili druge umetniško dragocene slike. Zbirka muzeja se je redno širila z donacijami, zlasti v letih 1987 in 1994, zbiralca Othon Kaufman in François Schlageter sta podarila veliko italijanskih slik, zbiralca Roger in Elisabeth Eisenbeth nizozemske,   zbiralka Ann L. Oppenheimer pa leta 2009 italijanske, flamske in nizozemske. 

## Slikarji

### Italijani
Giotto di Bondone
Sano di Pietro
Sandro Botticelli
Cima da Conegliano
Carlo Crivelli
Filippino Lippi
Piero di Cosimo
Cima da Conegliano
Rafael
Correggio
Paolo Veronese
Tintoretto
Guercino
Canaletto
Giovanni Battista Tiepolo
Salvator Rosa
Alessandro Magnasco
Giuseppe Crespi

### Flamci in Nizozemci
Simon Marmion
Hans Memling
Lucas van Leyden
Gerard David
Maarten van Heemskerck
Peter Paul Rubens
Jacob Jordaens
Salomon van Ruysdael
Pieter de Hooch
Anthonis van Dyck
Willem Kalf
Pieter Claesz
Christiaen van Couwenbergh
Cornelis Engelsz

### Španci
El Greco
Jusepe de Ribera
Francisco de Zurbarán
Goya

### Francozi
Philippe de Champaigne
Claude Lorrain
Nicolas de Largillière
François Boucher
Simon Vouet
Antoine Watteau
Jean Siméon Chardin
Philip James de Loutherbourg
Jean-Baptiste-Camille Corot
Théodore Chassériau
Gustave Courbet
Théodore Rousseau
Edgar Degas

## Kiparji
Baccio Bandinelli
Alessandro Algardi
Alessandro Vittoria
François Girardon
Jean-Antoine Houdon
Jean-Baptiste Carpeaux
Théodore-Charles Gruyère
François Joseph Bosio
Adolf von Hildebrand